# Shirley Chisholm
Shirley Anita St. Hill Chisholm (New York, 30 novembre 1924 – Daytona Beach, 1º gennaio 2005) è stata una politica e attivista statunitense, membro della Camera dei Rappresentanti per lo stato di New York e prima donna nera eletta al Congresso.

## Biografia
Nata a New York nel quartiere di Brooklyn da genitori immigrati (il padre veniva da Cuba, la madre da Barbados), visse per alcuni anni a Barbados insieme alla nonna materna, per poi trasferirsi negli Stati Uniti. Conseguì un master in educazione elementare alla Columbia University.
Nel 1968 ottenne un seggio alla Camera dei Rappresentanti, divenendo la prima donna nera eletta al Congresso.
Nel 1971 si candidò alle presidenziali del 1972, ma non riuscì ad aggiudicarsi le primarie del Partito Democratico. Durante questo periodo, Chisholm sopravvisse a tre tentativi di omicidio.
Mantenne l'incarico di deputata fino al 1983, quando decise di non ricandidarsi per la rielezione. Dopo l'abbandono della politica attiva cominciò ad insegnare in vari college. Nel 1993 il Presidente Clinton la nominò ambasciatrice in Giamaica, ma Chisholm fu costretta a rifiutare l'incarico a causa di problemi di salute. In questi anni fu inserita nella National Women's Hall of Fame.
Nel 1979, Shirley Chisholm fu una delle protagoniste della raccolta di figurine collezionabili Supersisters, che aveva l'obiettivo di proporre modelli femminili di successo in campo politico, sportivo, sociale e culturale.
Ritiratasi a vivere in Florida, gli ultimi anni di vita furono caratterizzati da un deterioramento della sua salute che le hanno portato a venire colpita da piccoli ictus nel corso dell'estate del 2004. Morì il giorno di Capodanno del 2005 all'età di 80 anni.

## Cultura di massa
Nel 2024 viene realizzato il film di John Ridley, Shirley, pubblicato su Netflix.